# Konstantin VI.
Konstantin VI. (771–797) nastoupil v devíti letech na byzantský trůn po svém otci Leonovi IV. Zpočátku za něho vykonávala vládu jako regentka jeho matka Irena, později vládl sám.
V roce 787 uzavřel konstantinopolský dvůr spojenectví s Karlem Velikým. Dokonce se plánoval sňatek mezi Konstantinem a Karlovou dcerou Rotrudou, ale ten se neuskutečnil, když se byzantská politika pod vlivem regentky odvrátila od Franků a podporovala konkurenčního lombardského uchazeče o vládu nad Itálií Adalgise.
Konstantinovi bylo tehdy již 16 let a podle všeobecného mínění mohl převzít výkon vládních záležitostí od své matky. Za plnoletého byl však prohlášen až v roce 790 po vzpouře arménských vojáků proti regentce. Ta si však zachovala titul císařovny a od podílu na moci byla svým synem odstavena až o dva roky později.
Jako císař Konstantin VI. obnovil pronásledování ikonodulů. Musel také potlačit povstání svého strýce Nikefora, kterého pak odstranil do kláštera, aby mu nepřekážel ve vládnutí. Nechal jednostranně rozvést manželství s dcerou anatolijského magnáta a vnučkou sv. Filareta Marií Amnijskou., aby se mohl oženit se svou milenkou Theodóté, čímž se stal značně nepopulárním.
V roce 797 vypukla další vzpoura, tentokrát zosnovaná Ireninými spojenci a za jejího souhlasu. Konstantin byl uvězněn a oslepen a později zemřel v důsledku utrpěných zranění. Jeho matka Irena získala pak veškerou moc v říši.
Doba jeho vlády se vyznačovala povstáními, nespokojeností obyvatelstva, palácovými intrikami a mravním úpadkem. Ještě v době vlády Michaela II. (820 – 829) vystoupili dva uchazeči o trůn, kteří předstírali, že jsou Konstantinem VI.
Tento vládce byl posledním byzantským panovníkem, který byl všeobecně uznáván jako legitimní římský císař. Jeho matka Irena po jeho smrti vystupovala jako samostatná vladařka, což pohnulo papeže Lva III. ke korunovaci Karla Velikého za římského císaře o vánočních svátcích roku 800. Od té doby až do pádu Konstantinopole v roce 1453 používali tento titul jak franští a později římsko-němečtí vládci na západě, tak byzantští císaři na východě.